# Zorro (série télévisée d'animation, 1981)
Pour la série d'animation de 1997, voir Zorro (série télévisée d'animation, 1997).
Pour les articles homonymes, voir Zorro (homonymie).
Zorro ou Les Nouvelles Aventures de Zorro (The New Adventures of Zorro) est une série télévisée d'animation nippo-américaine en treize épisodes de 25 minutes produite par Filmation et diffusée du 12 septembre au 5 décembre 1981 sur le réseau CBS. Elle a été diffusée dans le cadre de l'émission The Tarzan / Lone Ranger / Zorro Adventure Hour.
En France, la série a été diffusée à partir du 2 février 1986 sur Antenne 2.

## Synopsis
Les aventures de Don Diego de la Vega, aidé de son valet Miguel, alias Zorro et son acolyte dans le pueblo de Los Angeles. Ils affrontent l'armée du Capitaine Ramon.

## Distribution

### Voix originales
- Henry Darrow : Don Diego de la Vega / Zorro
- Julio Medina : Miguel
- Don Diamond : Sergent Gonzalez
- Eric Mason : Capitaine Ramon
- Christine Avila : Maria
- Socorro Valdez : Lucia
- Carlos Rivas : Don Alejandro de la Vega
- Ismael Carlo : Gaspar

### Voix françaises
- Michel Bedetti : Don Diego de la Vega / Zorro
- Michel Paulin : Miguel
- Pierre Fromont : le capitaine Ramon
- Roger Carel : le sergent Gonzalez
- Monique Thierry : Maria
- Henri Labussière : Don Alejandro de la Vega
- Joëlle Fossier : Lucia

## Épisodes
1. Le Trésor de Lucia (Three is a Crowd)
2. Le Barrage du capitaine Ramon (Flash Flood)
3. Les Émigrants du Nouveau-Monde (The Blockade)
4. Voleur de bétail (The Frame)
5. Le Palais du gouverneur (Turnabout)
6. Le Coffre rempli d'or (The Tyrant)
7. Zorro trouve un allié (Terremoto)
8. L'Arrivée de l'armée royale (The Trap)
9. La Destruction du fort (Fort Ramon)
10. Le Fiasco de Bellasco (The Take Over)
11. Zorro délivre… Zorro ! (Double Trouble)
12. Pas d'or pour le roi d'Espagne ! (The Conspiracy)
13. Une erreur royale ! (The Mysterious Traveler)

## Production
Bien que produite par Filmation, l'animation a entièrement été faite par la compagnie japonaise TMS Entertainment.

## DVD
L'intégrale de la série est sortie en France sous forme de six DVD en version française uniquement chez UFG :
- Zorro, volume 1 : Le Justicier masqué (2 épisodes - 22 juillet 2003)[1]
- Zorro, volume 2 : Les Aventures de Zorro (2 épisodes - 22 juillet 2003)[2]
- Zorro, volume 3 : Le Trésor du sergent (2 épisodes - 27 janvier 2004)[3]
- Zorro, volume 4 : Le Cavalier mystérieux (2 épisodes - 29 juin 2004)[4]
- Zorro, volume 5 : Le Vengeur masqué (2 épisodes - 4 mars 2008)[5]
- Zorro, volume 6 : Le Chevalier noir (3 épisodes - 4 mars 2008)[6]